# 兰肯-格拉尼茨
兰肯-格拉尼茨是德国梅克伦堡-前波莫瑞州的一个市镇。总面积13.78平方公里，总人口384人，其中男性195人，女性189人（2011年12月31日），人口密度28人/平方公里。